# 特倫斯·德魯
特倫斯·米高·德魯（英語：Terrance Michael Drew；1976年11月22日—）是圣基茨和尼维斯工党黨員，於2021年當選黨魁。2022年他為該黨於國會大選取得多數議席，出任第四任圣基茨和尼维斯总理。他從政前是名醫生。
他於1998年前往古巴學習醫學，畢業於聖克拉拉維拉克拉拉醫科大學。之後德魯回到圣基茨岛，擔任全科醫生。之後前往德克萨斯州攻讀內科，2013年畢業於德克薩斯理工大學醫學中心。